# Murawy w Haćkach
Murawy w Haćkach este o arie protejată (sit de importanță comunitară — SCI) din Polonia întinsă pe o suprafață de 157,34 ha, integral pe uscat.

## Localizare
Centrul sitului Murawy w Haćkach este situat la coordonatele 52°49′48″N 23°10′57″E / 52.83°N 23.1826°E.

## Înființare
Situl Murawy w Haćkach a fost declarat sit de importanță comunitară în octombrie 2009 pentru a proteja un număr necunoscut de specii din flora spontană și fauna sălbatică aflate în arealul zonei.

## Biodiversitate
Situată în ecoregiunea continentală, aria protejată conține 5 habitate naturale: Formațiuni de Juniperus communis pe lande sau pajiști calcaroase, Pajiști uscate seminaturale și facies de acoperire cu tufișuri pe substraturi calcaroase (Festuco-Brometalia) (* situri importante pentru orhidee), Fânețe de joasă altitudine (Alopecurus pratensis, Sanguisorba officinalis), Mlaștini alcaline, Păduri aluvionare cu Alnus glutinosa și Fraxinus excelsior (Alno-Padion, Alnion incanae, Salicion albae).
La baza desemnării sitului se află un număr nedeclarat de specii protejate.